# Bothriechis lateralis
Bothriechis lateralis és una espècie de serp verinosa de la subfamília dels crotalins que habita a les muntanyes de Costa Rica i en l'oest de Panamà.